# Albertirsa
Albertirsa város Pest vármegyében, a Ceglédi járásban.

## Fekvése
A Duna–Tisza közi homokhátságon, a Pilis–Alpári-homokhát és a Monor-Irsai dombság találkozásánál helyezkedik el, Ceglédtől 21 kilométerre északnyugatra. Határa bővelkedik védett természeti értékekben, itt található például Közép-Európa egyik legnagyobb egybefüggő gyurgyalagtelepe. Északi határszélén folyik a Gerje patak. 

### Megközelítése
Közúton a legkönnyebben a 4-es főúton érhető el. Budapest, illetve a keletebbre fekvő nagyobb városok (Szolnok, Debrecen) felől is, hiszen az végighalad a teljes belterületén. A lakott területtől északra húzódik az M4-es autóút és a 405-ös főút, melyeknek a település tehermentesítésében van szerepük. A környező települések közül Tápióbicskével a 3115-ös, Dánszentmiklóssal és Örkénnyel a 4607-es, Mikebudával pedig a 46 114-es utak kötik össze.
A települést a hazai vasútvonalak közül a Budapest–Záhony-vasútvonal érinti, amelynek egy megállási pontja van itt, Albertirsa vasútállomás.

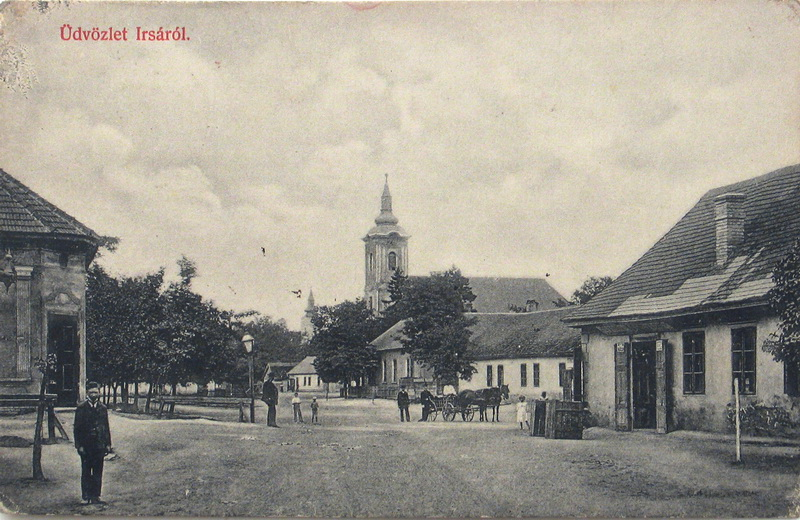
Az irsai római katolikus barokk templom 1910-ben, az 1447 előtt épült templom maradványait felhasználva az 1700-as évek közepén az eredetileg románkori templomot Zlinszky József újjáépíttette

## Története
Albertirsa 1950-ben jött létre Alberti és Irsa községek egyesítésével, melyeket a Vasút utca választ el egymástól. 2003 óta város.

### Alberti története
A legrégibb oklevél, amelyben neve (Alberth) előfordul, 1277-ből maradt fenn, de ugyanerről a területről már 1246-ban Istvánfalva néven is feljegyeztek egy települést. 
A török időkben elnéptelenedett. 
1710-ben akkori ura, Váracskay András kuruc ezredes a Zólyom vármegyében fekvő Nagyszalatna községből 24 szekérrel érkező felvidéki, evangélikus vallású jobbágyot telepített be, többségében szlovák anyanyelvűeket, de voltak közöttük magyar családnevűek is.

### Irsa története
Neve a szláv „jelsa” (magyarul égerfa) szóból vált ilyenformán magyarrá. Első írásos említése 1281-ből maradt fenn egy az innen Bercelbe vezető utat említő oklevélben. 1360-ban az Irsai nemesek birtokának írták, és ez évben említették Szent Margitról elnevezett egyházát is. A török megszállás idején a település elnéptelenedett.

## Közélete

### Polgármesterei
| Időszak   | Név                  | Jelölő szervezet                |
| --------- | -------------------- | ------------------------------- |
| 1990–1994 | Dr. Kiss Tibor       | nem ismert                      |
| 1994–1998 | Dr. Kiss Tibor       | Választási Szövetség Albertirsa |
| 1998–2002 | Fazekas László       | független                       |
| 2002–2006 | Fazekas László       | független                       |
| 2006–2010 | Fazekas László       | független                       |
| 2010–2014 | Fazekas László       | független                       |
| 2014–2019 | Fazekas László       | TEAM-Választási Szövetség       |
| 2019–2024 | Fazekas László       | független                       |
| 2024–     | Jutasiné Klein Kitti | KDNP                            |

## Népesség
A település népességének alakulása:
| Lakosok száma | 12 181 | 12 209 | 12 532 | 13 286 | 13 497 | 13 533 | 13 724 |
|               | 2013   | 2014   | 2018   | 2021   | 2022   | 2023   | 2024   |

A 2011-es népszámlálás során a lakosok 88,5%-a magyarnak, 2,1% cigánynak, 0,4% németnek, 0,4% románnak, 0,4% szlováknak mondta magát (11,3% nem nyilatkozott; a kettős identitások miatt a végösszeg nagyobb lehet 100%-nál). A vallási megoszlás a következő volt: római katolikus 27,9%, református 6,9%, evangélikus 25,2%, görögkatolikus 0,4%, felekezeten kívüli 13,3% (23,4% nem nyilatkozott).
2022-ben a lakosság 87,3%-a vallotta magát magyarnak, 1,6% cigánynak, 0,5% németnek, 0,4% szlováknak, 0,3% románnak, 0,1-0,1% bolgárnak és ukránnak, 2,9% egyéb, nem hazai nemzetiségűnek (12,5% nem nyilatkozott; a kettős identitások miatt a végösszeg nagyobb lehet 100%-nál). Vallásuk szerint 18,2% volt római katolikus, 17,4% evangélikus, 6,4% református, 0,4% görög katolikus, 0,1% izraelita, 0,1% ortodox, 1,9% egyéb keresztény, 0,8% egyéb katolikus, 13,3% felekezeten kívüli (41,3% nem válaszolt).

## Nevezetességei
- Evangélikus templom és paplak az egykori Alberti területén. A templom és a paplak is a 18. századból való. Itt született Tessedik Sámuel. Az alberti evangélikus egyházban őrzött szlovák nyelvű leírás szerint Váracskay András földesúr hívására 1711. szeptember 29-én Csányi György, Takács Mihály és Havram Pál elöljárók vezetésével 24 szekérrel érkeztek Albertibe az első telepesek, és magukkal hozták Claudinyi Frigyes lelkészüket is. Az első, fából-sárból épített templomukat, lakóházaikat a Gerje-menti Marasztyi-réten építették fel. 1763. június 28-án földrengés rázta meg a községet, melynek következtében a templom és sok lakóház is megrongálódott. A Mária Teréziától kapott királyi engedély birtokában Gegus Zakariás lelkészsége alatt, 1774 áprilisában kezdték meg az új templom építését, melyhez Szeleczky Márton – Alberti földesura – a templom helyéül szolgáló telket és 30.000 Albertin égetett téglát adományozott. Október 4-én Gegus Zakariás tette le az alapkövet. Az építkezést 1778 július 4-én fejezték be. Az ezt követő harmadik vasárnapon történt a felszentelés. A templom fennállásának 200. évfordulóján emléktáblán örökítették meg az alberti evangélikus egyháznál szolgált lelkészek és kántortanítók neveit.
- Irsai evangélikus templom (18. századi, klasszicista stílusú, oltárképét, amely Jézust ábrázolja nagy sokaság közepén, kitárt karokkal, Feszty Masa – Feszty Árpád lánya – készítette)
- Református templom (Irsa területén)
- Baptista imaház
- Római katolikus templom Irsa területén (barokk stílusú, 1764)
- Zsinagóga (az egykori Irsa területén, klasszicista stílusú)
- Ybl Miklós által tervezett Szapáry-sírkápolna Alberti területén (neoromán stílusú, 1859)
- Szeleczky-Szapáry-kastély
- Faluház
- A város határában épült az ország legnagyobb teljesítményű transzformátor-állomása, amely az Ukrajnából ill. Oroszországból érkező nagyfeszültségű (750 kV-os) Albertirsa–Vinnicja-távvezeték fogadóállomása.
- Albertirsai Gyógyfürdő[17]
- Ecsedi László Sportcentrum[18][19][20]
- Városi Sportcsarnok

## Oktatási intézmények

### Óvodák
- Tündérkert Óvoda
- Mazsola Óvoda
- Napsugár Óvoda
- Nyitnikék Óvoda
- Mustármag Óvoda
- Alberti Evangélikus Egyházközség Óvodája

### Általános iskolák
- Roszík Mihály Evangélikus Általános Iskola
- Magyarok Nagyasszonya Római Katolikus Általános Iskola
- Tessedik Sámuel Általános Iskola
- Albertirsai Művészeti Iskola

## Közművelődési intézmények
- Móra Ferenc Művelődési Ház
- Márai Sándor Városi Könyvtár

## Egészségügyi intézmények

### Egészségügyi központ
- Politzer Ádám Egészségügyi Központ

### Gyógyszertárak
- Remény Gyógyszertár
- Centrum Gyógyszertár
- Irmák Gyógyszertár
- Irsa Gyógyszertár

## Helyi autóbuszközlekedés

### Járatok
- 564-es busz (Albertirsa, Vasútállomás-Cegléd, Autóbusz-állomás)
- 565-ös busz (Albertirsa, Vasútállomás-Ceglédbercel-Cegléd, Autóbusz-állomás)
- 569-es busz (Albertirsa, Vasútállomás-Mikebuda, Községháza)
- 570-es busz (Albertirsa, Vasútállomás-Dánszentmiklós, Csetneki szőlők)

### Helyközi járatok Albertirsán belül
- 567-es busz
- 568-as busz

## Ismert személyek

### Itt születtek
- Alvinczy Imre (1897–1971) ügyvéd, politikus, országgyűlési képviselő
- Brankovits Éva (1928–) festőművész
- Csillag Róza, született Goldstein (1832–1892) opera-énekesnő
- Gellért Lajos, született Grünfeld (1885–1963) magyar színész, író, érdemes művész.
- Nagy István (1920–2017) szobrász
- Politzer Ádám (1835–1920) orvosprofesszor
- Porosz Mór, született Popper (1867–1935) bőrgyógyász, urológus, venerológus, szexológus, szakíró.
- Szigeti Géza (1929–) Jászai Mari-díjas színművész
- Tessedik Sámuel (1742–1820) lelkész, pedagógus, botanikus
- Zsudi József (1923–2013) Jászai Mari-díjas (1968) rendező, színész.

### Itt éltek/élnek
- Békesi László (1942-) közgazdász,politikus gyerekkorát itt töltötte.
- Cserhalmi Imre (1934-) író itt nőtt fel.
- Cegléden született ugyan, de születésétől egész gyerekkorát itt töltötte Sirkó László (1950–) színművész[21]
- Cegléden született ugyan, de itt él, tanít és alkot Gérné Mezősi Aranka (1955–) magyar szobrász, festőművész, éremművész, művésztanár és kultúraszervező
- Csányi Sándor (1975-) színművész itt töltötte gyerekkorát.
- Erős Károly (1971–) kétszeres magyar válogatott labdarúgó, többek között az Újpest és az MTK futballistája.
- G. Dénes György (1915-2001) Kossuth-díjas költő élete egy idejét itt töltötte.
- Koczka László íjász.
- Kelemen Henrietta (1994-) modell, a 2014-es Miss Universe Hungary győztese itt nőtt fel.
- Makkos Noémi (1992-) trombitaművész gyerekkorát itt töltötte.
- Miklosovits László (1944-) grafikusművész itt él.
- Olteán Csongor (1984-) gerelyhajító olimpikon gyerekkora óta itt él.
- Palvin Barbara (1993-) világhírű divatmodell itt nőtt fel.
- Petró Károly (1979-) többszörös amatőr bajnok országúti kerékpáros itt nőtt fel, itt élt.
- Sarka Kata (1986-) modell, üzletasszony itt töltötte gyermekéveit.
- Szentirmai Zsolt (1974-) szinész itt nőtt fel.
- Tóka Szabolcs (1959-) orgonaművész gyerekkorának egy részét itt töltötte.
- Várhelyi György (1942-) szobrászművész itt él.

### Díszpolgárok
Az alábbi személyek Albertirsa díszpolgárai (zárójelben a cím adományozásának évével):
- Roszík Mihály (2000)
- Szántó József (2000)
- Giuseppe Gatti (2001)[23]
- Tabányi Mihály (2001)[24]
- Turi Péter (2001)
- Dr. Mányi Erzsébet (2003)
- Sirkó László szinművész (2020)
- Dr. Békesi László (2023)
- Fazekas László (2024)

## Testvérvárosai
- Gaggiano, Olaszország (1992)
- Pabradė, Litvánia (1998)
- Malacka, Szlovákia (2000)
- Szilágysomlyó, Románia (2004)
- Battyánfalva, Szlovénia (2005)